# الناس اللي تحت (فلم)
الناس اللي تحت هو فيلم مصري عرض عام 1960، بطولة يوسف وهبي وماري منيب وسلوى سعيد ومحمد سالم، ومن إخراج كامل التلمساني.

## قصة الفيلم
تدور أحداث الفيلم في منزل في حي العباسية ينقسم إلى قسمين، الأول يمثل البدروم الذي يعيش فيه الفقراء والحالمون بالتطلع إلى أعلى، أما في الأعلى فهناك المقتدرون والأثرياء، هناك أرملة عجوز تحب رجلاً عجوزًا ينتمي إلى طبقة ثرية، لكن الحياة ضاقت به وانتهى إلى السكن في البدروم، وهناك في غرفة مجاورة يسكنها فنان شاب يحب ابنة جاره الكمسري ولا يقدر على تدبير المال للزواج منها، لكنه عندما يقرر أن يهجر المنزل تذهب وراءه، كما أن هناك بائع المثلجات الذي يحب خادمة الثرية صاحبة العمارة ويسعى إلى معرفة أسرارها، وفي النهاية لا يحدث أي تقارب بين الطرفين إلا في أضيق الحدود، تلحق الفتاة بحبيبها الفنان قبل أن يرحل.

## طاقم التمثيل
- يوسف وهبي: (رجائي)
- ماري منيب: (بهيجة)
- سلوى سعيد: (لطفية عبد الرحيم)
- محمد سالم: (عزت - الرسام)
- شفيق نور الدين: (عبد الرحيم)
- فوزية إبراهيم
- محمد أباظة: (عبد الخالق إبراهيم)
- لطفي عبد الحميد: (فكري)
- جمالات زايد: (فاطمة)
- حسين إسماعيل: (مرزوق - زوج بهيجة)
- سامي الوليلي
- فيفي سلامة
- علي كامل
- أحمد بالي
- فريد عبد الله: (القهوجي)
- عبد المنعم إسماعيل: (جمعة - الجزار)

## فريق العمل
- إخراج: كامل التلمساني
- قصة وحوار: نعمان عاشور
- سيناريو: كامل التلمساني
- مدير التصوير: كمال كريم
- مونتاج: عاطف صبري
- موسيقى تصويرية: فؤاد الظاهري
- إنتاج: أفلام ماجدة
- توزيع: أفلام ماجدة